# Banco de dados de espécies globais
Um Banco de Dados de Espécies Globais (BDEG) é um catálogo digital de organismos geralmente definidos em torno de um propósito de conservação para os organismos de interesse. Os BDEG tentam incluir todas as espécies, considerando os seus parâmetros de inclusão em comparação com bancos de dados de espécies locais. Os BDEG têm um propósito definido, como por exemplo o SPECIESDAB que compreende apenas as espécies de peixes economicamente valiosas, enquanto que a FishBase se concentra em todos os peixes, independentemente do seu potencial humano para exploração. Tentativas foram feitas para criar um BDEG para espécies extintas, como os trilobitas. Um BDEG pode ser amplo no escopo taxonômico, como o AlgaeBase, incluindo algas e ervas marinhas de todo o planeta, ou estreitas como o International Legume Database & Information Service, um BDEG para membros de uma única família de plantas, as fabáceas. Um banco de dados restritos geograficamente, como o Calflora, com foco nas plantas com flores e samambaias da fitocória da Califórnia, não é um BDGE. O Catalogue of Life liga um grande número de BDEG de organismos, como Fishbase e AlgaeBase, e os integra em um alto nível através de um único nó, facilitando o acesso a dados de espécies globais.